# 1837 en science
| Années de la science : 1834 - 1835 - 1836 - 1837 - 1838 - 1839 - 1840    |
| Décennies de la science : 1800 - 1810 - 1820 - 1830 - 1840 - 1850 - 1860 |

Cet article présente les faits marquants de l'année 1837 en science.

## Événements

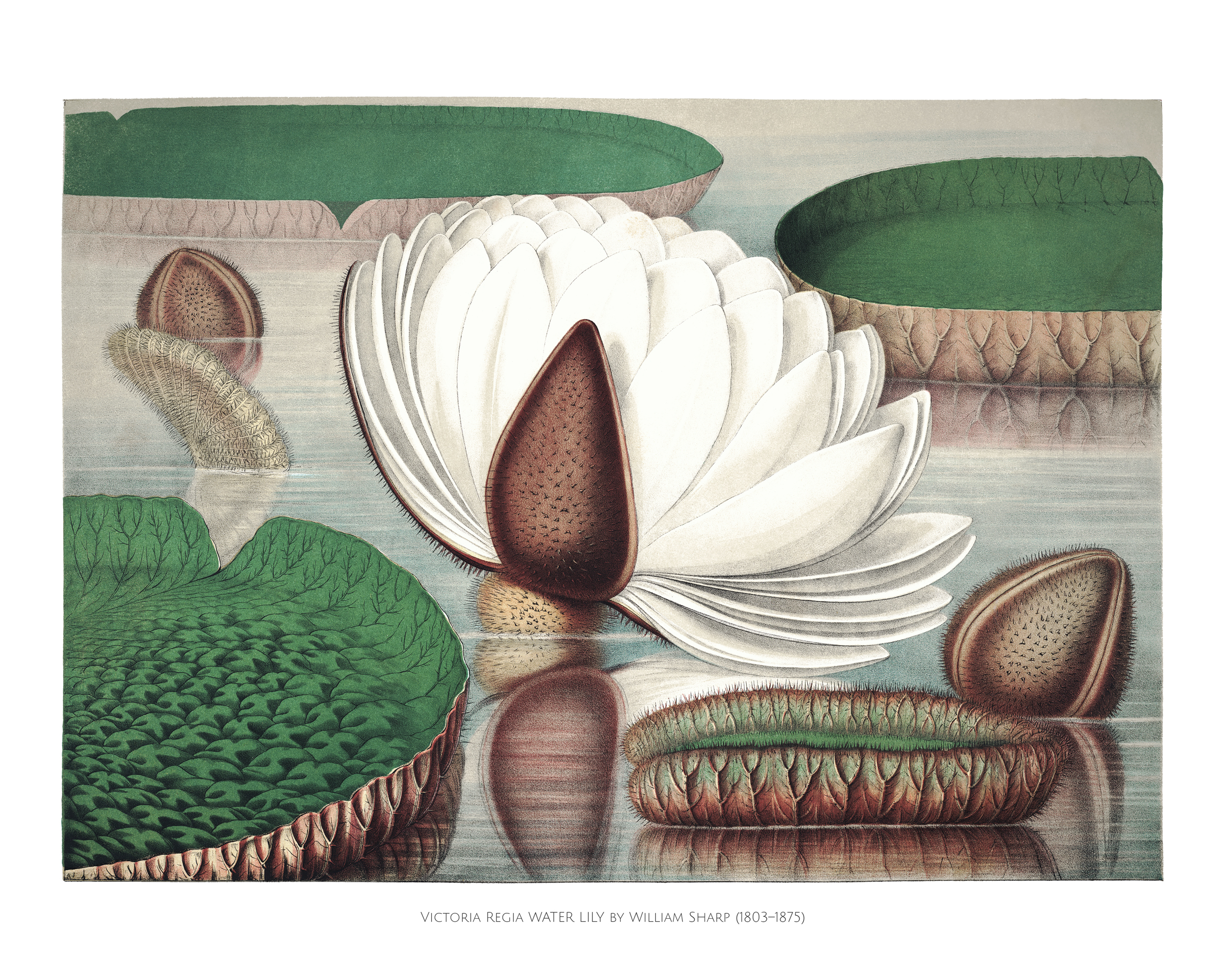
Fleur de Victoria Regia, gravure de William Sharp.

- 1er janvier : Robert Hermann Schomburgk redécouvre le nénuphar géant Victoria amazonica, répertorié dès 1801, en Guyane britannique[1].

- 10 janvier : l'ornithologue John Gould rapporte à la Société zoologique de Londres que des spécimens d'oiseaux apportés par Charles Darwin des îles Galápagos, que Darwin avait pensé être d'espèces différentes, sont tous des pinsons, très proches les uns des autres, qui forment un groupe entièrement nouveau contenant douze espèces[2]. C'est une étape importante dans la création de la théorie de Darwin sur l'évolution.

- Juin : Pierre-Laurent Wantzel publie dans le Journal de Liouville son mémoire Recherches sur les moyens de reconnaître si un Problème de Géométrie peut se résoudre avec la règle et le compas qui contient les théorèmes qui portent son nom (théorème de Wantzel et théorème de Gauss-Wantzel) sur un critère de non-constructibilité à la règle et au compas, respectivement pour les nombres et pour les polygones[3].
- 24 juillet : Louis Agassiz, dans son discours d'ouverture des séances de la Société helvétique des sciences naturelles à Neuchâtel, présente son exposé intitulée « Des glaciers, des moraines, et des blocs erratiques ». Il propose l'existence d'âges glaciaires dans le passé de la Terre[4].
- Juillet : Charles Darwin commence un premier carnet de notes consacré à l'origine des espèces[5].
- 15 novembre : Isaac Pitman publie sous le titre Stenographic Soundhand sa méthode de sténographie phonétique[6].

- Theodor Schwann démontre par une expérience que l'air dûment chauffé ne cause plus de putréfaction à un bouillon sucré[7].

### Technologie
- 25 février : Thomas Davenport obtient le premier brevet américain pour une machine électrique[8].
- Février : le physicien Moritz von Jacobi invente à Dorpat un procédé de galvanoplastie qui permet de déposer, par électrolyse, une couche de sels métalliques sur un objet que l’on veut reproduire. Il présente ses résultats à l'Académie des sciences de Saint-Pétersbourg le 7 octobre 1838. À Liverpool, le physicien britannique Thomas Spencer découvre indépendamment un procédé similaire en septembre[9].

- 12 juin : les ingénieurs britanniques Charles Wheatstone et William Fothergill Cooke obtiennent un brevet pour le premier télégraphe électrique : le télégraphe de Cooke et Wheatstone. Les premiers essais ont lieu à Londres le 25 juillet entre Euston Square et Camden Town[10].

- 19 juillet : lancement à Bristol du Great Western d'Isambard Kingdom Brunel, premier navire à vapeur conçu pour la traversée de l'Atlantique[11].

- 31 juillet : Godefroy Engelmann obtient un brevet pour un procédé d'impression lithographique en couleurs, la chromolithographie[12].

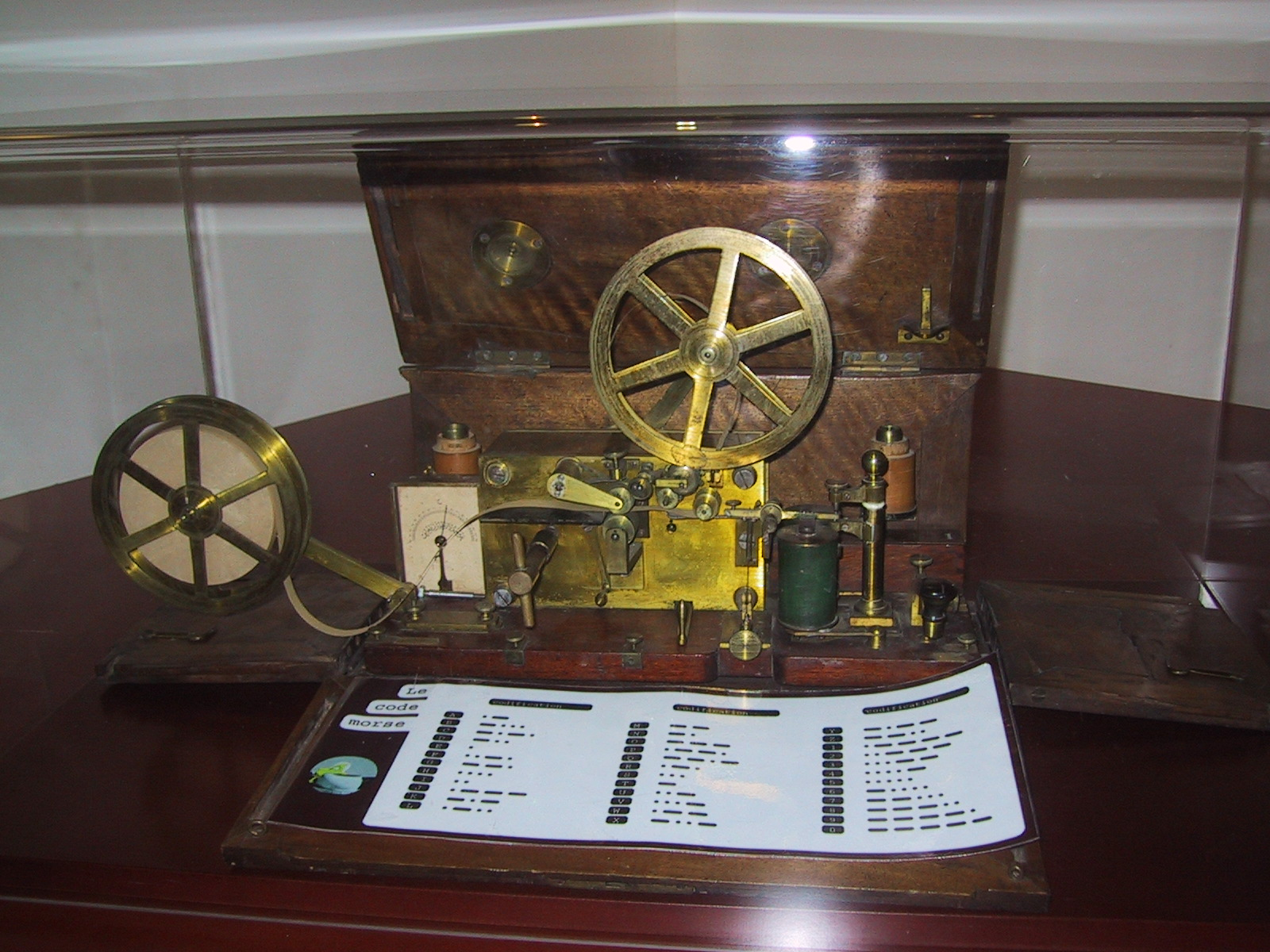
Télégraphe de Morse (1837).

- 4 septembre : premier essai du télégraphe de Samuel Morse et Alfred Vail, qui met au point l'alphabet Morse en 1837-1838[13]. La première liaison télégraphique est établie entre Washington et Baltimore en 1844[14].

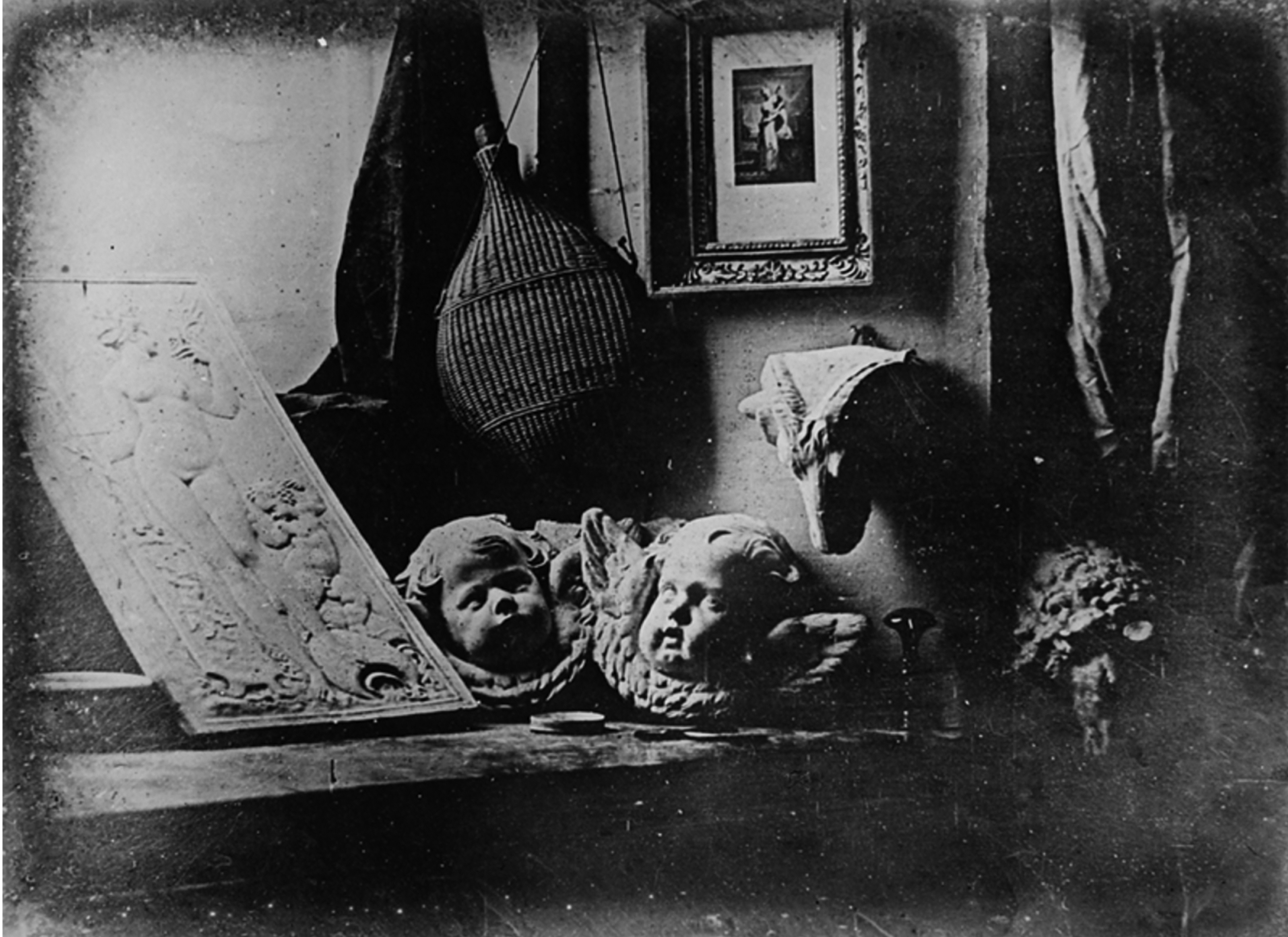
L’atelier de l’artiste, Daguerréotype, 1837.

- L'inventeur français Louis Daguerre invente le daguerréotype, première méthode pratique de photographie. Il parvient à fixer les images avec de l'eau chaude saturée de sel marin[15].
- John Deere, forgeron de l'Illinois, met au point une charrue en acier à soc et versoir d'une seule pièce[16].
- Invention du fusil Dreyse à chargement par la culasse avec verrouillage rotatif par l'armurier prussien Johann Nikolaus von Dreyse[17].

## Publications
- Bernard Bolzano : Wissenschaftslehre (« Théorie de la science »).
- Andrew Ure : A Dictionary of Arts, Manufactures and Mines.
- Hugo von Mohl : Ueber die Vermehrung der Pflanzen-zellen durch Theilung (« Sur la multiplication des cellules végétales par division »).
- Siméon Denis Poisson : Recherches sur la probabilité des jugements en matière criminelle et en matière civile. Introduction de la loi de Poisson.

## Prix
- Médailles de la Royal Society
  - Médaille Copley : Antoine César Becquerel et John Frederic Daniell
  - Médaille royale : William Whewell

- Médailles de la Geological Society of London
  - Médaille Wollaston : Hugh Falconer et Proby Thomas Cautley

## Naissances

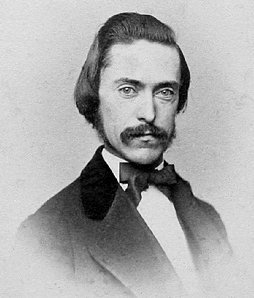
Theodore Nicholas Gill

- 17 janvier : François Lenormant (mort en 1883), assyriologiste et archéologue français.

- 20 février : Éleuthère Mascart (mort en 1908), physicien français, spécialiste mondial en météorologie.
- 25 février : Roberto Duarte Silva (mort en 1889), chimiste français.

- 1er mars : Georg Moritz Ebers (mort en 1898), égyptologue allemand.
- 7 mars : Henry Draper (mort en 1882), médecin et astronome amateur américain.
- 21 mars : Theodore Nicholas Gill (mort en 1914), zoologiste américain.
- 24 mars : Horace Parnell Tuttle (mort en 1923), astronome américain.

- 1er avril : Edmond Fuchs (mort en 1889), géologue et ingénieur français.
- 5 avril : Léon de Rosny (mort en 1914), ethnologue et linguiste français.

- 17 juillet : Wilhelm Lexis (mort en 1914), statisticien, économiste et sociologue allemand.

- 26 août : Edmund Weiss (mort en 1917), astronome autrichien.
- 31 août : Édouard Stephan (mort en 1923), astronome français.
- 17 septembre : Johannes Frischauf (mort en 1924), alpiniste, astronome, cartographe et mathématicien autrichien.
- 29 septembre : Louis Jules Gruey (mort en 1902), astronome et mathématicien français.
- 15 novembre : African Spir (mort en 1890), philosophe et logicien russe néokantien d'origine allemande.
- 26 novembre : John Alexander Reina Newlands (mort en 1898), chimiste britannique.

- 22 décembre : Vladimir Markovnikov (mort en 1904), chimiste russe.

- Theodore Monroe Davis (mort en 1915), financier et mécène américain.

## Décès

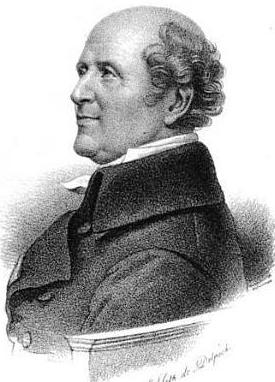
Antoine Dubois

- 24 janvier : Joseph Sabine (né en 1770), homme de loi et naturaliste anglais.
- 30 janvier : Francesco Maria Appendini (né en 1768), historien, linguiste et archéologue italien.

- 1er février : Edward Donovan (né en 1768), zoologiste amateur, voyageur et écrivain irlandais.
- 2 février : Georg Ludwig Hartig (né en 1764), agronome allemand.
- 3 février : René-Nicolas Dufriche Desgenettes (né en 1762), médecin militaire français.
- 4 février : John Latham (né en 1740), naturaliste et écrivain britannique.
- 16 février : Gottfried Reinhold Treviranus (né en 1776), naturaliste allemand.

- 27 mars : Otto Magnus von Stackelberg (né en 1786), archéologue, peintre et écrivain d'origine germano-balte.
- 30 mars : Antoine Dubois (né en 1756), chirurgien français.

- 27 avril : Nicolas Deyeux (né en 1745), chimiste français.

- 6 mai : Jean-Michel Raymond (né en 1766), chimiste français.
- 20 mai : Johan Afzelius (né en 1753), chimiste suédois.

- 26 octobre : Arthur Woolf (né en 1766), ingénieur anglais.

- 11 décembre : Henri-Alexandre Tessier (né en 1741), médecin et agronome français.